# Dario Bellezza
Dario Bellezza (Roma, 5 de septiembre de 1944 - ibidem, 31 de marzo de 1996) fue un poeta, escritor y dramaturgo italiano.

## Vida
Dario Bellezza nació en Roma el 5 de septiembre de 1944. Después de sus estudios en un liceo clásico en su ciudad natal, donde se graduó en 1962. Trabajó para varias revistas italianas de literatura y poesía: Paragone, Carte segrete, Bimestre, Periferia e Il Policordo. 
Bellezza ingresó en el mundo intelectual romano a mediados de la década de 1960 cuando, gracias al crítico literario y escritor Enzo Siciliano, se volvió cada vez más cercano a Sandro Penna, Aldo Palazzeschi, Attilio Bertolucci, Alberto Moravia y Elsa Morante, quien se convirtió en su confidente.
La década de 1950-1960 fue un período en el que la clase obrera, el Partido Comunista Italiano, los sindicatos y todas sus esperanzas de un cambio cultural radical fueron derrotados dramáticamente por crecimiento político y económico de la clase media democristiana.
Bellezza, por lo tanto, vivió en una era político-cultural convulsionada por las confrontaciones ideológicas de la década de 1960 y la línea ideológica subversiva de la agresiva neoavante que luchó contra los códigos lingüísticos convencionales.
Desde principios de la década de 1960, Bellezza colaboró con la revista Nuovi argomenti, convirtiéndose en director asociado poco antes de su muerte.
Cuando Invettive e licenze apareció en 1971, fue alabado por Pier Paolo Pasolini en su introducción: "Aquí está el mejor poeta de la nueva generación". Invettive e licenze, notable por su rigor técnico, muestra a personas abrumadas por la amargura, la vergüenza, los sentimientos de culpa, la alienación, el escándalo y las perversiones sexuales. Los poemas también expresan un deseo constante y ligeramente velado de morir. 
Desde 1978 comenzó una colaboración productiva con Pellicanolibri, con la serie Inediti rari e diversi, publicando textos de Alberto Moravia, Renzo Paris, Gianfranco Rossi, Goliarda Sapienza y Anna Maria Ortese.
Bellezza era burgués, al igual que muchos otros intelectuales, pero difería de ellos, según Pasolini, en ser "el primer poeta burgués en juzgarse a sí mismo".
Pasolini tenía un profundo afecto por la obra de Bellezza y su experiencia artística. El joven poeta correspondió a este sentimiento. También se sintió profundamente agradecido con Elsa Morante por lo que llamó su "aprendizaje poético".
En 1983, publicó io (yo), usando la falta de mayúscula inicial de manera intencionada. En este trabajo, Bellezza describe a la ligera pero concretamente su vida cotidiana y la desesperación de sus amores en detalle. El poeta asocia la vida con el insomnio, una maldición que lo persigue constantemente. En el libro, él describe el sufrimiento del insomnio porque, como un fanático burgués y homosexual altamente educado, se siente torturado por un sentimiento de culpa e impulsado por las muchas contradicciones que luchan entre sí. 
La dificultad de la vida homosexual en Roma, particularmente los requisitos de secreto y clandestinidad del acto de amor, es un elemento básico de la escritura poética y prosaica de Bellezza. En la primera novela de Bellezza, L'innocenza (Inocencia, 1971), Nino, el protagonista, elige conscientemente la perdición y la corrupción de un infierno homosexual vivo. En el mundo infernal de Bellezza, la homosexualidad no puede ser otra cosa que la prostitución y las obsesiones neuróticamente masoquistas: en Lettere da Sodoma (Cartas de Sodoma, 1972), su conclusión es que todo es el Infierno y que la única salvación es el rechazo sistemático del yo. 
Bellezza ganó el premio Viareggio en 1976 por Morte segreta, el premio Gatto en 1991 por Invettive e licenze, el premio Montale en 1994 por L'avversario, y por la obra Ordalia della croce recibió el premio Fondi la Postora en 1994.
Murió de SIDA en Roma el 31 de marzo de 1996. Ese año, se estableció un premio de poesía en su nombre.

## Obra poética y narrativa
- Invettive e licenze, Garzanti, Milán, 1971
- Morte segreta, Garzanti, Milán, 1976
- Libro di poesia, 1990
- Proclama sul fascino, 1996
- Poesie 1971-1996, 2002
- L'innocenza, De Donato, Bari, 1970, Pellicanolibri, 1992
- Lettere da Sodoma, 1972
- Il carnefice, 1973
- Angelo, 1979
- Storia di Nino, 1982
- Turbamento, 1984
- Colosseo - Apologia di Teatro, Pellicanolibri, Roma, 1985
- Testamento di sangue, Garzanti, Milán, 1992
- Salomè, Arduino Sacco, Roma, 2009